# آویس، پرتغال
آویس (به پرتغالی: Avis) یک منطقهٔ مسکونی در پرتغال است که در شهرستان Portalegre واقع شده‌است. مساحت آویس ۶۰۵٫۹۷ کیلومتر مربع و جمعیت آن ۴٬۵۷۱ نفر است.